# Meister des Angrerbildnisses

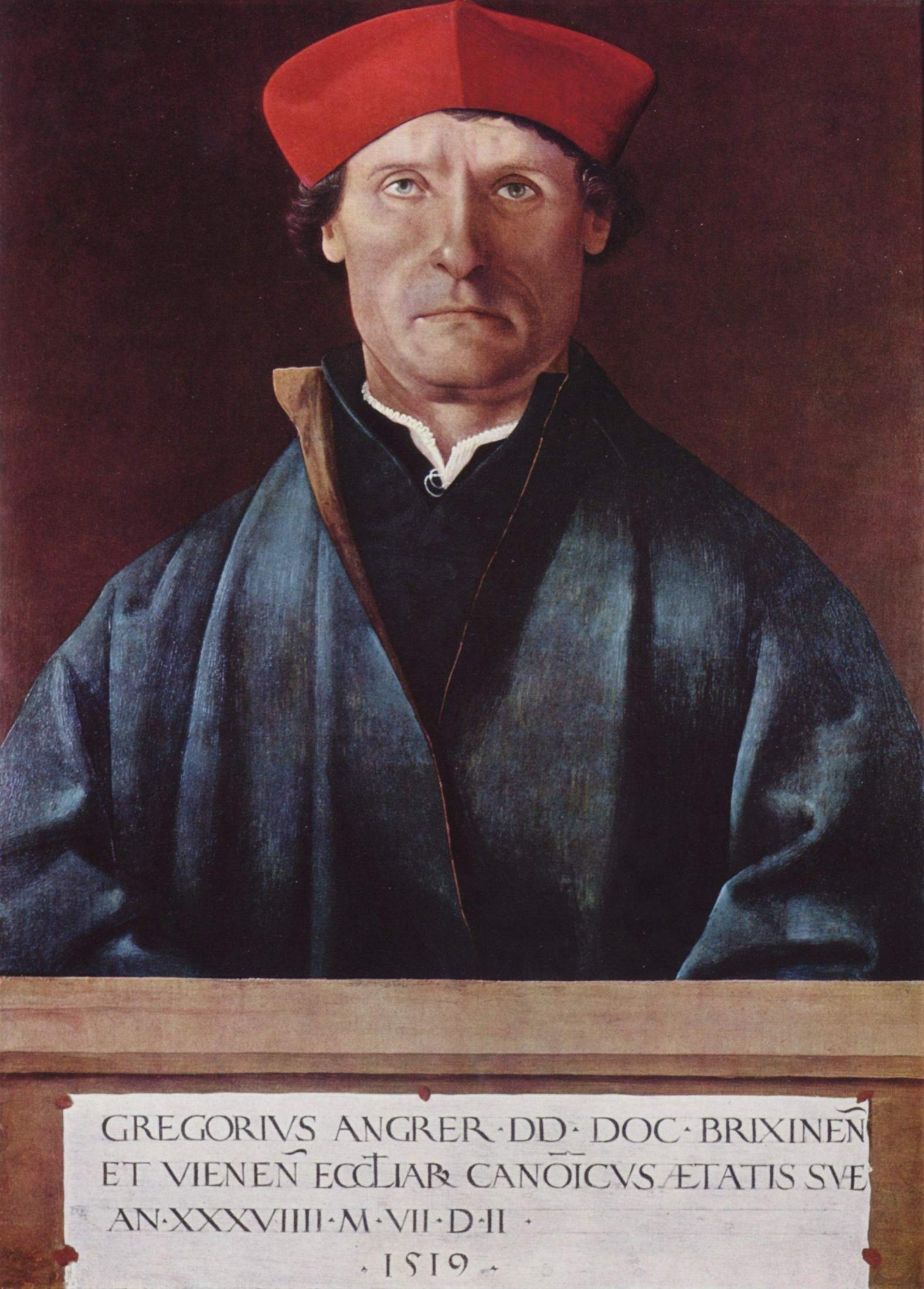
Meister des Angerer Porträts: Porträt des Brixener Domherrn Gregor Angrer, 1519

Mit Meister des Angrerbildnisses (oder auch Angrer-Bildnisses) wird ein namentlich nicht bekannter Maler bezeichnet, der in Südtirol in der Epoche der Renaissance tätig war. Er erhielt diesen Notnamen nach dem von ihm 1519 geschaffenen Porträt des Gregor Angrer, Domherrn aus Brixen und Wien. Nachdem dieses Werk zuerst verschiedenen anderen bekannten Künstlern zugeschrieben war, wurde es als separates Werk eines noch anonymen Meisters anerkannt. Weitere stilgleiche Porträts wurden darum als Werke des Meisters des Angrerbildnisses gruppiert.

## Werke (Auswahl)
- Porträt des Brixener Domherrn Gregor Angrer. Innsbruck, Tiroler Landesmuseum Ferdinandaeum
- Bildnis eines Malers (Selbstporträt?). Innsbruck, Tiroler Landesmuseum Ferdinandaeum

Weitere Bildnisse, die dem Maler zugeschrieben werden, sind weitere Porträts in Schloss Tratzberg und in Museen in Stockholm, Trient und Wien.

## Identifizierung
Der Meister des Angrerbildnisses ist eventuell identisch mit dem Maler Marx Reichlich.